# Michael Lorenz von Pirch
Michael Lorenz von Pirch (* 13. Dezember 1687 in Klein Nossin; † 12. September 1761 auf der Festung Königstein) war ein kurfürstlich-sächsischer Generalleutnant.

## Leben

### Familie
Michael Lorenz entstammte der Familie Pirch und war der mittlere Sohn des Ulrich Felix von Pirch (1656–1726) und der Elisabeth Sophia von Zastrow (1665–1725) aus dem Hause Wusterhanse. Er blieb unvermählt.

### Militärkarriere
Pirch begann seine Laufbahn im Jahr 1702 beim Litauischen Garde-Regiment, in polnischen Diensten. Sogleich geriet er in schwedische Gefangenschaft und verbrachte infolgedessen drei Jahre in Stockholm. Gleich nach seiner Entlassung ging er zur 1. Sächsischen Garde.
Im Jahr 1706 war er an der Schlacht bei Fraustadt beteiligt, um anschließend mit einem sächsischen Hilfs-Korps am Spanischen Erbfolgekrieg teilzunehmen – vor allem auf den Kriegsschauplätzen in den Niederlanden, wie 1708 bei der Belagerung von Ryssel, 1709 bei der Schlacht bei Malplaquet, 1710 bei der Belagerung Douay oder schließlich 1711 Eroberung von Béthune, wo er schwer verwundet wurde.
Als Adjutant in Polen war Pirch 1715 gegen die Konföderierten im Felde und wurde vom Generalmajor Adam Heinrich Bose als Kurier zum König gesandt, wo er zum Kapitän befördert wurde. In diesem Rang stand er beim 2. Infanterie-Regiment Garde zu Fuß und war bis zum Frieden von Passarowitz im Jahr 1718 mit sächsischen Auxiliartruppen am Türkenkrieg in Ungarn beteiligt.
Im Jahr 1729 wurde Pirch Major im Leib-Grenadier-Regiment, 1734 dann erfolgte die Beförderung zum Oberstleutnant. Im selben Jahr nahm er an der Belagerung von Danzig im polnischen Thronfolgekrieg teil, wurde 1738 zum Oberst befördert und war ab 1741 Kommandant der Leib-Grenadiere.
Als Regimentskommandeur der Infanteriebrigade Pirch nahm er an der Schlacht bei Kesselsdorf teil, in der auch seine Brüder Dubislav Nikolaus von Pirch (1693–1768), der ebenfalls später sächsischer Generalleutnant war, und Caspar Franz von Pirch, welcher in Kesselsdorf im Felde blieb, fochten. Unmittelbar nach der Schlacht, der Gefangennahme entgangen, wurde er zum Generalmajor befördert.
Im Jahr 1752 erfolgte die Beförderung zum Generalleutnant der Infanterie, 1753 wurde Pirch zum Kommandanten der Festung Königstein ernannt. Nachdem die Sächsische Armee nach der Belagerung bei Pirna kapitulierte, stand Pirch als Festungskommandant unter preußischem Befehl. Dennoch wurde ihm der sächsische Staatsschatz anvertraut, den er gewissenhaft auf der Festung, die durch eine Konvention für neutral erklärt wurde, verwahrte.
Pirch starb als Festungskommandant im Alter von 73 Jahren und wurde auf dem Garnisonkirchhof in einer eigenen Gruft mit einem Epitaph aus Sandstein bestattet.